# Károlyi Margit
Nagykárolyi gróf Károlyi Margit Emma Leona Karolina Paulina (Mácsa (Arad megye), 1896. február 25. – Budapest, 1975. január 12.) magyar csillagkeresztes hölgy, az utolsó kamalduli apáca. Esterházy Péter író nagyanyja.

## Élete
1896. február 25-én született a partiumi Arad megyei Mácsán gróf Károlyi Gyula (1871–1947) és gróf Károlyi Ermelinde (1872–1955) leányaként. Gróf galántai Esterházy Móriccal (1881–1960) 1918. március 23-án Budapesten kötött házasságából négy gyermeke született:
- 1. Esterházy Mátyás (1919–1998)
- 2. Esterházy Marcell Gyula (1920–1945)
- 3. Esterházy Menyhért Alajos (1922–1954)
- 4. Esterházy Mónika Margit (1928–2015)

Birtokához tartozott Gyopárosfürdő is.
Férje támogatta Kállay Miklósnak a második világháborúból történő kiugrási politikáját, amiért a nyilas hatalomátvételt követően a Gestapo (német titkos államrendőrség) 1944. október 16-án letartóztatta, a kormány pedig deportálta. Kezdetben a Margit körúti katonai fogházban, később Sopronkőhidán raboskodott. 1945 februárjában a mauthauseni koncentrációs táborba hurcolták, ahonnan szeptemberben térhetett vissza Magyarországra. 1951-ben családjával és idős édesanyjával együtt a kommunisták a fővárosból a Heves vármegyei Hortra telepítették ki. Internálása alatt sírásóként dolgozott. 1956-ban lányával Bécsbe emigrált, felesége pedig Emma nővérével 1973-ig a mai majki műemlékegyüttes egyik remetelakában élt, és mezőgazdasági munkából tartotta fenn családját.